# 杜雨宸
杜雨宸（1993年1月3日—），2012年，因出演古裝劇《英雄》初觸熒屏。2013年，出演電影處女作《愛呦，阿斗》。2015年3月，出演古裝魔幻武俠劇《少年四大名捕》中的女捕頭蝴蝶；8月，憑藉主演都市浪漫愛情偶像劇《最佳前男友》而嶄露頭角。2016年，在懸疑網絡大電影《致命輪迴》及網絡劇《整容液》中先後擔任女主角。2017年，出演仙俠玄幻劇《香蜜沉沉燼如霜》及主演青春萌愛治愈劇《想看你微笑》 ,2020年出演《錦繡南歌》 及《從結婚開始戀愛》 。2021年，出演《良辰美景好時光》 。

## 生平
2012年，因出演古裝劇《英雄》初觸熒屏。2013年，出演電影處女作《愛呦，阿斗》。2015年3月，出演古裝魔幻武俠劇《少年四大名捕》中的女捕頭蝴蝶；8月，憑藉主演都市浪漫愛情偶像劇《最佳前男友》而嶄露頭角。2016年，在懸疑網絡大電影《致命輪迴》及網絡劇《整容液》中先後擔任女主角。2017年，出演仙俠玄幻劇《香蜜沉沉燼如霜》及主演青春萌愛治愈劇《想看你微笑》 。

## 影視作品

### 電視劇/網絡劇
| 播出年份 | 劇名                   | 角色       | 備注                           |
| 2013年   | 《天天有喜》           | 王燕       |                                |
| 2013年   | 《英雄》               | 楚兒       |                                |
| 2015年   | 《金釵諜影》           | 楊羨       |                                |
| 2015年   | 《少年四大名捕》       | 女捕頭蝴蝶 |                                |
| 2015年   | 《最佳前男友》         | 小奈       |                                |
| 2015年   | 《匆匆那年：好久不見》 | 露露       | 網絡劇                         |
| 2015年   | 《華胥引之絕愛之城》   | 德清郡主   |                                |
| 2018年   | 《想看你微笑》         | 紀小行     | 網絡劇                         |
| 2018年   | 《北國英雄》           | 梅溪寒     |                                |
| 2018年   | 《香蜜沉沉燼如霜》     | 鄺露       |                                |
| 2020年   | 《民國奇探》           | 林靄       | 網絡劇， 單元案件-福馬林的秘密 |
| 2020年   | 《錦繡南歌》           | 謝韞之     |                                |
| 2020年   | 《從結婚開始戀愛》     | 鹿玥       | 網絡劇                         |
| 2021年   | 《良辰美景好時光》     | 孟藍之     | 網絡劇                         |
| 2021年   | 《公子何時休》         | 禹欣欢     | 網絡短劇                       |
| 2021年   | 《闻香识公子》         | 叶晓聪     | 網絡短劇                       |
| 2021年   | 《我和我們在一起》     | 趙小蕾     | 網絡劇                         |
| 2022年   | 《公子独宠瓦匠妻》     | 何苏稣     | 網絡短劇                       |
| 2022年   | 《数风流人物》         | 李淑一     |                                |
| 2022年   | 《公子何時休2》        | 禹欣欢     | 網絡短劇                       |
| 2023年   | 《听说你喜欢我》       | 董苗苗     |                                |
| 2023年   | 《九义人》             | 豆腐西施   | 網絡劇                         |
| 2024年   | 《完美的她》           | 白黎       | 網絡劇                         |
| 2025     | 《闪婚后陆总又争又抢》 | 温晴       | 網絡短劇                       |
| 待播     | 《整容液》             |            | 網絡劇                         |
| 待播     | 《魔法寶貝/漂亮寶貝》  | 明明       |                                |
| 待播     | 《愛讓我們在一起》     | Selina     |                                |
| 待播     | 《傾城亦清歡》         | 战洛日     | 網絡劇                         |
| 待播     | 《水龙吟》             | 玄清       |                                |
| 待播     | 《一笑随歌 》          | 韦清钰     |                                |

### 電影
| 首播年份 | 劇名               | 角色       | 備注      |
| 2013年   | 《愛呦，阿斗》     | 陳筱悠     |           |
| 2013年   | 《八文錢的保鏢》   | 張津       | 華風/華鳳 |
| 2013年   | 《四大名捕II》     |            |           |
| 2015年   | 《第三種愛情》     | 林啓正秘書 |           |
| 2016年   | 《微微一笑很傾城》 | 蝶夢未醒   |           |
| 2016年   | 《致命輪迴》       | 陳諾/楊曼  | 網絡電影  |
| 2017年   | 《曼谷大計劃》     | 曹九九     |           |
| 2019年   | 《深夜食堂》       | 安安       |           |
| 2019年   | 《冬有喬木夏有雪》 | 藍雪       | 網絡電影  |
| 2022年   | 《阴阳画皮》       | 璃清       | 網絡電影  |
| 2023年   | 《陈真之困兽犹斗》 | 杨芸双     | 網絡電影  |
| 2023年   | 《深潭往事》       | 银杏       | 網絡電影  |
| 2024年   | 《唤醒者》         | 曲小妮     | 網絡電影  |

### 微電影
| 年份   | 作名         | 角色 | 合作演員 | 備注 |
| 2013年 | 《愛在雲端》 | 蘇悦 | 丁雨晨   |      |

## 音樂作品

### 單曲
| 日期          | 單曲名稱       | 歌曲風格 | 歌曲簡介                     |
| 2016年1月28日 | 《轉身來愛你》 |          | 網絡大電影《致命輪迴》主題曲 |
| 2020年12月9日 | 《假裝失憶》   | 流行     |                              |

### 社會活動
- 2020年，參與“星力量健康助學行動” 微博雙話題傳播活動，活動旨在傳播衞生知識，開展健康教育，幫助鄉村學校的衞生防護工作募集善款，為疫情中返校的鄉村兒童築起第一道健康防線

## 獲獎記錄
其他獎項
- 2015-12-23    第四屆搜狐時尚盛典年度人氣女明星    （提名）